# Jessica Minh Anh
Jessica Minh Anh (Hanói, 19 de junho de 1988), é uma supermodelo, produtora de shows e atriz vietnamita que mora em Paris, na França.
Participou de produções de grande escala na Torre Eiffel em Paris, na Ponte da Torre de Londres, no novo edifício do World Trade Center em Nova York e numa ponte de vidro acima do Grand Canyon. Em 2023, estrelou no filme 578 Magnum, o primeiro filme de ação vietnamita lançado na Europa.

## Vida pregressa
Jessica Minh Anh nasceu em 19 de junho de 1988 em Hanói, capital do Vietnã, e cresceu em Moscou, na Rússia. Minh Anh estudou originalmente na Universidade de Ciência e Tecnologia de Hanói, antes de se mudar para a Malásia para obter seu diploma de bacharel em tecnologia da informação pela Universiti Teknologi Petronas. Ela então obteve seu mestrado em comunicação de marketing pela Universidade de Birmingham, no Reino Unido.
Jessica Minh Anh participou como jurada, pela primeira vez, da rodada final do Concurso de Supermodelos do Vietnã em 2013. Em 2020, produziu um evento sobre "mudança sustentável" no mundo da moda com a empresa de logística DHL.

## Vida pessoal
Jessica Minh Anh é fluente em vietnamita e russo. Como ela foi criada na Rússia, sua primeira língua foi o russo; mudando-se para o Vietnã aos dez anos e aprendendo o idioma. Segundo ela, seus pais a incutiram os valores e a cultura vietnamita, o que ela aprecia.

## Filmografia

### Filmes
| Ano  | Título     | Personagem   | Ref.  |
| ---- | ---------- | ------------ | ----- |
| 2022 | 578 Magnum | Loan Hoa Hau | [ 3 ] |